# Антоан Гомбо
Антоан Гомбо, витез од Мереа (фр. Antoine Gombaud, Chevalier de Méré, 1607. — 29. децембар 1684.) је био француски писац. Иако пореклом није био племић, узео је титулу витеза (фр. Chevalier) према лику из својих дијалога који је представљао његове сопствене ставове (витез од Мереа зато што је своје образовање стекао у Мереу). Касније су његови пријатељи почели да му се обраћају тим именом.
Мере је био значајан салонски теоретичар. Као већина слободних мислилаца 17. века, није имао поверење ни у наследну власт ни у демократију. Сматрао је да се различита питања најједноставније решавају у отвореним дискусијама са духовитим, савременим, интелигентним саговорницима.
Мереови најпознатији есеји су „Поштен човек“ (фр. L'honnête homme) и „Предавање о истинском поштењу“ (фр. Discours de la vraie honnêteté), али је он далеко познатији по свом доприносу теорији вероватноће. Математиком се бавио из хобија, а заинтересовао се за решавање проблема поена који потиче из средњег века, ако не и од раније. Задатак претпоставља да су се два играча договорила да одиграју известан број игара, тако да победи онај који у, рецимо, седам дуела стекне више победа, али, из неког разлога морају да прекину игру у тренутку када победник још увек није одлучен. Како би требало поделити почетни улог, ако је, на пример, у тренутку прекида један од њих већ добио три, а други само једну игру?
У складу са тадашњим кодексом салонског понашања, Мере је изазвао Мерсенов салон да га реши. Познати француски математичар, Блез Паскал је прихватио изазов. Кроз своју преписку са Пјером де Ферма поставио је основе модерне теорије вероватноће.